# Escut de Godella
L'escut de Godella és un símbol representatiu oficial del municipi de Godella, del País Valencià i la comarca l'Horta Nord. Té el següent blasonament:
| « | Escut partit. El primer quarter, d'argent, amb una muntanya de sinople, i en el cap, una Creu de Sant Andreu, també de sinople, formada per dues taules creuades i no per dos troncs; i el segon quarter també d'argent, amb tres maces de gules, ben ordenades. Per timbre, corona de Baró. | » |

## Història
Escut aprovat mitjançant Decret de 25 de juny de 1954. Publicat en el BOE núm. 191 de 10 de juliol de 1954.
La muntanya i la Creu de Sant Andreu és el blasó dels Ribot, i les maces representen el blasó dels Maza, antics senyors de la vila. La corona de Baró recorda la seva pertinença a la Baronia de Santa Barbara.